# María Martínez Sierra
María de la O Lejárraga García (San Millán de la Cogolla, Španjolska, 28. prosinca 1874. – Buenos Aires, 28. lipnja 1974.), poznatija pod pseudonimom María Martínez Sierra bila je španjolska feministička spisateljica, dramatičarka, prevoditeljica i političarka. Surađivala je sa suprugom Gregoriom Martínezom Sierrom također poznatim piscem i dramaturgom.

## Prve godine
Maria de la O Lejárraga rođena je u bogatoj obitelji u San Millánu de la Cogolla (La Rioja, Španjolska). U dobi od četiri godine, Maria i njezina obitelj preselili su se u Carabanchel Bajo (Španjolska), jer je njezin otac Leandro Lejárraga bio kirurg u Madridu. Majka Marije de la O Lejárraga, Natividad García-Garay, osobno se brinula o obrazovanju svoje djece i slijedila je francuski obrazovni program.
Marija je studirala na Asociación para la Enseñanza de la Mujer gdje je prvi put došla u doticaj s pedagoškim idejama Institución Libre de Enseñanza. Diplomirala je trgovinu 1891. i postala profesorica engleskog jezika na Escuela de Institutrices y Comercio. Finalizirala je svoje obrazovanje na Escuela Normal u Madridu. Kao studentica, Maria de la O Lejárraga pohađala je Congreso pedagogico Hispano-Americano, gdje je podržavala obrazovne postulate Emilije Pardo Bazán. Radila je kao učiteljica od 1897. do 1907.
Godine 1905. Maria de la O Lejárraga otputovala je u Belgiju sa stipendijom koja joj je omogućila studiranje obrazovnih sustava te zemlje. Tijekom svog boravka u Belgiji otkrila je za postojanje Casas del Pueblo i došla je u doticaj sa socijalističkim idejama. 

## Brak i kazališni uspjeh
Godine 1899. Maria de la O Lejárraga objavila je svoje prvo djelo: Cuentos Breves (hrv. "Kratke pjesme"), ali njezina ih je obitelj hladno prihvatila. Godine 1900. udala se za pisca i dramaturga Gregoria Martínesa Sierru s kojim je surađivala i bila koautor mnogih dramskih djela, ali je autorstvo djela preuzimao samo suprug. Godine 1901. izdali su časopis Vida Moderna u kojem su objavljivali radove modernističkih pisaca i pisaca realizma. 
Osim toge, Juan Ramon Jiménez, Gregorio i Maria osnovali su Helios (1903. – 1904.), časopis posvećen pjesničkom modernizmu, gdje su objavljivali, između ostalih, radove Emilije Pardo Bazán, Antonia Machada, Jacinta Benaventea i braće Quintero. Godine 1907. osnovali su i časopis Renacimiento, koji je izlazio kratko, ali je bio odlične kvalitete. Ove su suradnje učvrstile prijateljstvo između Lejarrage i Juana Ramona Jiméneza, a oba su časopisa bila u skladu s europskim književnim trendovima. Lejárraga je bila poliglot i prevela je većinu engleskih i neke francuske tekstove objavljene u Renacimientu.
Maria je 1908. napustila učiteljski posao i uzela dopust kako bi se u potpunosti posvetila književnosti. Njena predstava Canción de cuna premijerno izvedena 1911. godine dobila je nagradu Real Academia Española kao najbolje kazališno djelo od 1910. do 1911. godine. Od svih drama prikazanih u Madridu, najmanje je 20 drama napisala Maria de la O Lejárraga. Kazališna družina "Compañia cómico-dramática Martinez Sierra", koju je režirao njezin suprug, nije nastupala samo u Španjolskoj, već je i ostvarila nekoliko turneja po Francuskoj, Velikoj Britaniji, Sjedinjenim Državama i Latinskoj Americi. I Marijino i Gregoriovo ime pojavilo se u programima izvedbi. Kad je Gregorio bio odsutan, Maria je bila zadužena za kazalište svog muža Teatro Lara.
Maria de la O Lejarraga surađivala je i s etabliranim književnicima poput Eduarda Marquine na njegovom djelu El pavo real i Carlosom Arnichesom, u La chica del gato, koje je kasnije adaptirano u filmsko djelo i emitirano u kinima. Godine 1914. Maria de la O Lejarraga producirala je Margot, s glazbom Joaquina Turine, u lirskoj drami u tri čina.
Maria i njezin suprug došli su u kontakt s Manuelom de Fallom u Parizu 1913. godine putem poznantva Joaquina Turine. Kad se Falla vratio u Madrid, započeli su suradnju na raznim projektima, uključujući El amor brujo koji je premijerno izveden 1915. godine u Teatru Lara de Madrid s Pastorom Imperiom u glavnoj ulozi. El amor brujo kombinirao je glazbu i ples Manuela de Falla i scenarijo Marije de la O Lejárraga.

## Feminizam i politika
Tijekom 1920-ih i 1930-ih Lejarraga je bila aktivna u mnogim feminističkim aktivističkim skupinama. Postala je tajnica španjolskog ogranka Međunarodnog saveza za pravo glasa žena. Kad je 1930. godine osnovan Savez žena za građansko obrazovanje ona je izabrana prvom predsjednicom. Na općim izborima u Španjolskoj 1933. María Lejárraga izabrana je u Kongres kao predstavnica Socijalističke partije za Granadu. Sredinom 1933. godine Svjetski odbor za borbu protiv rata i fašizma poslao je izaslanstvo u Španjolsku kako bi kontaktiralo žene zainteresirane za osnivanje lokalne podružnice. Dolores Ibárruri, Encarnación Fuyola, Lucía Barón i Irene Falcón osnovale su Nacionalni odbor žena protiv rata i fašizma. María Lejárraga pomogla im je da stupe u kontakt s republikanskim i socijalističkim ženama koje su dijelile slične ideje.
María Lejárraga podnijela je ostavku u parlamentu nakon oštre akcije španjolske vlade tijekom štrajka asturijskih rudara 1934. godine. Na početku Španjolskog građanskog rata (1936. – 1939.) republikanska vlada poslala ju je u Švicarsku kao trgovački ataše. Godine 1938. preselila se u Francusku, zatim se preselila u New York, Los Angeles, Meksiko, da bi se konačno preselila 1953. u Buenos Aires gdje je 1974. umrla u siromaštvu. 

## Progonstvo i smrt
Nakon smrti muža Gregoria Martíneza Sierre objavila je memoare pod naslovom Gregorio y yo (hrv. "Gregorio i ja", 1953.) u kojima otkriva dokaze o koautorstvu njegovih djela.
María je cijeli život radila i kao prevoditeljica, od prvih anonimno objavljenih prijevoda (Librería extranjera de Leonardo Williams, Vida Moderna, Helios) i prijevoda objavljenih pod imenom María Martínez Sierra za izdavačku kuću Garnier početkom 1900-ih, do mnogih prijevoda kazališnih djela objavljenih pod imenom njenog muža od 1915. do 1930. te prijevoda proze i kazališta objavljenih u egzilu u Argentini (1950. – 1974.) koji su joj pomogli da zarađuje za život do svoje smrti. Kao što je rekla u pismu Mariji Lacrampe 1962. godine: "Prevođenje je za književnika upoznatog s poslom izvrstan oblik lijenosti. Drugi je čitanje." (špa. Traducir, para un escritor que sabe su oficio, es una forma exquisita de pereza. La otra es leer).

## Odabrana djela
- Cuentos breves (1899.)
- La mujer ante la Republica (1931.)
- Una mujer por caminos de España (1952.)
- Gregorio y yo (1953.)
- Viajes de una gota de agua (1954.)
- Fieste en el Olimpio (1960.)